# Il faut du temps
Il faut du temps è un album in studio della cantante franco-italiana Dalida, pubblicato nel 1972 da Sonopresse. 
La copertina presenta solo l’immagine della cantante, senza il suo nome o alcun titolo: l'album, così come alcuni altri, prende il nome dal titolo della prima traccia.
All'interno dell'album troviamo Parle plus bas (tema del film Il padrino) che sarà un grande successo per la cantante e una cover di Charles Trenet Que reste-t-il de nos amours. 
Poi si trova anche il brano Pour ne pas vivre seul, che diventerà iconico nel repertorio di Dalida. Questa canzone fu una scelta audace e coraggiosa per l'epoca da parte della cantante, perché affronta due temi importanti: quello della solitudine e quello dell'omosessualità. La canzone verrà incisa anche in italiano e si troverà sul lato B del 45 giri chiamato 18 anni dall’omonima canzone.
Dalida non esiterà a dichiarare in alcune interviste che è assurdo penalizzare le persone per il loro orientamento sessuale e diventerà ben presto una figura di culto nella comunità omosessuale.

## Tracce
Lato A
1. Le parrain
2. L'amour qui venait du froid
3. Et puis... c'est toi
4. Il faut du temps
5. Ma mélo mélodie

Lato B
1. Pour ne pas vivre seul
2. Que reste-t-il de nos amours?
3. Mamina
4. Avec le temps
5. Jésus kitsch